# Melis Gülcan
Melis Gülcan (Kadıköy, 28 maggio 1996) è una cestista turca.

## Carriera
Con la Turchia ha disputato i Campionati europei del 2021.